# J.D. Salinger
Jerome David Salinger (ˈsælɪndʒər) (ur. 1 stycznia 1919 w Nowym Jorku, zm. 27 stycznia 2010 w Cornish) – amerykański pisarz, autor powieści Buszujący w zbożu (1951).

## Życiorys
Urodził się pierwszego dnia 1919 roku, jako syn Sola Salingera, litewskiego Żyda, sprzedawcy koszernego sera, i jego żony Marie z domu Jillich, o korzeniach szkocko-irlandzkich. Marie Salinger zmieniła później imię na Miriam. Miał starszą siostrę Doris (1911–2001).
Uczęszczał do szkół publicznych na Manhattanie, w 9. i 10. klasie do prywatnej McBurney School. Jako uczeń grał w szkolnych przedstawieniach i wykazywał w tym kierunku pewien talent, jednak ojciec sprzeciwiał się planom syna zostania aktorem. Po ukończeniu szkoły wstąpił do Valley Forge Military Academy w Wayne w Pensylwanii. W tym czasie zaczął więcej pisać. W 1936 rozpoczął naukę na New York University, zamierzał studiować pedagogikę specjalną. Wiosną przerwał jednak studia, a na jesieni tego roku ojciec wysłał go do Wiednia, gdzie miał zapoznać się z przemysłem i importem mięsa.
Jesienią i zimą 1937/1938 roku pracował jako praktykant w rzeźni miejskiej w Bydgoszczy. Ten okres swojego życia opisał w 1944 roku następująco:
W wieku osiemnastu, dziewiętnastu lat, rok przesiedziałem w Europie... większość czasu w Wiedniu, choć musiałem też terminować w przetwórni szynek w Polsce... Ostatecznie na parę miesięcy wylądowałem w Bydgoszczy, gdzie mordowałem świnie i pchałem lory przez śnieg w towarzystwie grubego majstra, który nieustannie zabawiał mnie strzelaniem ze swej śrutówki do wróbli, do żarówek i do kolegów z pracy.
W latach 1942–1946 służył w wojsku i brał udział w desancie normandzkim.
Zmarł z przyczyn naturalnych 27 stycznia 2010 w swoim domu w Cornish w stanie New Hampshire. Miał 91 lat.

## Twórczość
Zaczął pisać w wieku 15 lat.
Jego jedyną opublikowaną powieścią jest Buszujący w zbożu (1951, wyd. polskie 1961). Inne utwory tego autora to zbiory opowiadań: Dziewięć opowiadań (1953, wyd. polskie 1964), Wyżej podnieście strop, cieśle i Seymour – introdukcja (1963, wyd. polskie 1966). Bohaterami jego utworów są młodzi ludzie poszukujący sensu życia, miłości, nadziei. Ostatnim utworem, opublikowanym w „New Yorkerze” w 1965 roku, było opowiadanie „Hapworth 16, 1924”. W tym samym roku Salinger podjął decyzję o zaprzestaniu publikowania nowych opowiadań. W 1980 udzielił ostatniego wywiadu.

## Publikacje

### Książki
- Buszujący w zbożu (The Catcher in the Rye, 1951)
- Dziewięć opowiadań (Nine Stories, 1953)
  - Idealny dzień na ryby (A Perfect Day for Bananafish, 1948)
  - Pan Kostek w Connecticut (Uncle Wiggily in Connecticut, 1948)
  - W przeddzień wojny z Eskimosami (1948)
  - Człowiek Śmiechu (The Laughing Man, 1949)
  - Nad jeziorem (Down at the Dinghy, 1949)
  - Opowiadanie dla Esmé (For Esmé – with Love and Squalor, 1950)
  - Śliczne usta moje i oczy zielone (Pretty Mouth and Green My Eyes, 1951)
  - Niebieski okres de Daumier-Smitha (De Daumier-Smith’s Blue Period, 1952)
  - Teddy (1953)
- Franny i Zooey (Franny and Zooey, 1961)
  - Franny (1955)
  - Zooey (1957)
- Wyżej podnieście strop, cieśle i Seymour – introdukcja (Raise High the Roof Beam, Carpenters and Seymour: An Introduction, 1963)
  - Wyżej podnieście strop, cieśle (Raise High the Roof-Beam, Carpenters, 1955)
  -  Seymour: Introdukcja (Seymour: An Introduction, 1959)

### Opowiadania
- Go See Eddie (1940, przedruk w Fiction: Form & Experience, red. William M. Jones, 1969)
- The Hang of It (1941, przedruk w The Kit Book for Soldiers, Sailors and Marines, 1943)
- The Long Debut of Lois Taggett (1942, przedruk w Stories: The Fiction of the Forties, red. Whit Burnett, 1949)
- A Boy in France (1945, przedruk w Post Stories 1942–45, red. Ben Hibbs, 1946)
- This Sandwich Has No Mayonnaise (1945, przedruk w The Armchair Esquire, red. L. Rust Hills, 1959)
- A Girl I Knew (1948, republished in Best American Short Stories 1949, red. Martha Foley, 1949)
- Slight Rebellion off Madison (1946, przedruk w Wonderful Town: New York Stories from The New Yorker, red. David Remnick, 2000)
- The Young Folks (1940)
- The Heart of a Broken Story (1941)
- Personal Notes of an Infantryman (1942)
- The Varioni Brothers (1943)
- Both Parties Concerned (1944)
- Soft-Boiled Sergeant (1944)
- Last Day of the Last Furlough (1944)
- Once a Week Won't Kill You (1944)
- Elaine (1945)
- The Stranger (1945)
- I'm Crazy (1945)
- A Young Girl in 1941 with No Waist at All (1947)
- The Inverted Forest (1947)
- Blue Melody (1948)
- Hapworth 16, 1924 (1965)

### Niepublikowane
- The Ocean Full of Bowling Balls (data nieznana)
- The Last and Best of the Peter Pans (data nieznana)
- Two Lonely Men (1944)
- The Children's Echelon (1944)
- The Magic Foxhole (1945)

### Polskie tłumaczenia
- Catcher in the rye
  - Buszujący w zbożu. Warszawa : „Iskry”, 1961; Warszawa : „Iskry”, 1964; Warszawa : „Iskry”, 1967; Warszawa : „Iskry”, 1988; Warszawa : „Iskry”, 1993; Warszawa : „Iskry”, 1996; Warszawa : „Iskry”, 1997; Warszawa : „Iskry”, 1998; Warszawa : „Iskry”, [2004]; tłum. Maria Skibniewska
- Nine Stories
  -  Dziewięć opowiadań (w późniejszych wydaniach Dziewięć opowiadań). Warszawa : Państwowy Instytut Wydawniczy, 1967; Warszawa : „Iskry”, 1997; Wydawnictwo Albatros, 2007 tłum Agnieszka Glinczanka i Krzysztof Zarzecki
- Raise high the roof beam, carpenters; Seymour : an introduction
  -  Wyżej podnieście strop, cieśle ; Seymour, introdukcja (także Wyżej podnieście strop, cieśle ; Seymour: wstęp) Warszawa : „Czytelnik”, 1966; Warszawa : „Czytelnik”, 1981; Warszawa : „Iskry”, 1996; Wydawnictwo Albatros, 2007 tłum. Maria Skibniewska
- Franny and Zooey
  - Franny i Zooey. Warszawa : „Czytelnik”, 1966; Warszawa : „Czytelnik”, 1981; Warszawa : „Iskry”, 1997; Wydawnictwo Albatros, 2007; tłum. Maria Skibniewska